# إيمري كوفاكس
إيمري كوفاكس (بالمجرية: Kovács Imre)‏ (مواليد 26 نوفمبر 1921) هو لاعب كرة قدم. يلعب مع منتخب المجر لكرة القدم. سبق له أن لعب في كأس العالم لكرة القدم مع منتخب بلاده.

## روابط خارجية
- إيمري كوفاكس على موقع الاتحاد الدولي (مؤرشف)  (الإنجليزية)
- إيمري كوفاكس على موقع قاعدة بيانات كرة القدم.إي يو (الإنجليزية)
- إيمري كوفاكس على موقع قاعدة بيانات كرة القدم.إي يو (الإنجليزية)
- إيمري كوفاكس على موقع ناشيونال فوتبول تيمز (الإنجليزية)
- إيمري كوفاكس على موقع Soccerway.com (الإنجليزية)
- إيمري كوفاكس على موقع عالم كرة القدم.نت (الإنجليزية)
- إيمري كوفاكس على موقع أوليمبيديا (الإنجليزية)
- إيمري كوفاكس على موقع اللجنة الأولمبية المجرية (الهنغارية)